# EAI
EAI är en akronym för Enterprise Application Integration som avser plattformar för ihopkoppling av företagets olika IT-applikationer.  EAI-plattformarna kan konvertera data mellan formaten som förväntas av de anslutna applikationerna, och på så sätt göra att dessa applikationer kan utbyta information. EAI-plattformarna kan också hjälpa till att skapa arbetsprocesser med IT-stöd, detta benämns ofta med ett buzzword "orkestrera".
Exempel på EAI-plattformar är: Seeburger Business Integration Server (BIS), IBM Websphere, Webmethods, SUN/SeeBeyond ICAN, Microsoft BizTalk, Inobiz Integration Server, Zato, xTrade, iCore Process Server, ECxgate [Client Computing]. 
Det finns även Även Open source alternativ i form av t.ex. Mule, ActiveMQ.
En hel del applikationsservrar kan ge stöd för att lösa EAI-behoven i ett företag.